# Dieter Burger (Geograph)
Dieter Burger (* 10. März 1948) ist Professor für Geographie und Geoökologie am Karlsruher Institut für Technologie.
Dieter Burger wurde 1981 in Köln promoviert und habilitierte sich 1992 in Tübingen. 1994 erhielt er einen Ruf auf die Professur für Physische Geographie (mit Schwerpunkt Geomorphologie und Bodenkunde) an die damalige Universität Karlsruhe.